# 詹森海灘 (佛羅里達州)
詹森海灘（英語：Jensen Beach）是位於美國佛羅里達州馬丁縣的一個人口普查指定地區。

## 地理
詹森海灘的座標為27°14′06″N 80°13′52″W / 27.23500°N 80.23111°W，而該地最高點為海拔高度2米（即7英尺）。

## 人口
根據2010年美國人口普查的數據，詹森海灘的面積為21.00平方千米，當中陸地面積為19.00平方千米，而水域面積為2.00平方千米。當地共有人口11707人，而人口密度為每平方千米557人。